# صدر باراس
صدر باراس
منطقة صدر باراس هي إحدى مناطق وقرى مديرية عتق عاصمة محافظة شبوة في جنوب اليمن ، ويسكنها قبيلة ال باراس العوالق ويقدر عددهم في صدر حوالي 1144 نسمة حسب التعداد السكاني لعام 2004 .
الموقع
يحدها من الشرق مديرية حبان ومنطقة النقبة ومن الجنوب وادي يشبم ومن الغرب مديرية الصعيد بينما يحدها من الشمال حاضنة خليفة ومدينة عتق، حيث تبعد عن المدينة حوالي 25 كيلو متر وتتكون من اربع قرى وهي :
الهجيرة والوجية والدخول والعوجاء إضافة إلى مفرق الصعيد
تمتاز منطقة صدر باراس بمناخ معتدل إلى بارد شتاء وتتميز بخصوبة تربتها حيث تعتمد على الأمطار الموسمية ويوجد بها عدد من الأودية مثل وادي صدر ونشام وتحيط بها العديد من السلاسل الجبلية من جميع الجهات مثل سلسة جبال كحلان وجبل مريد.